# Albert Engström-sällskapet

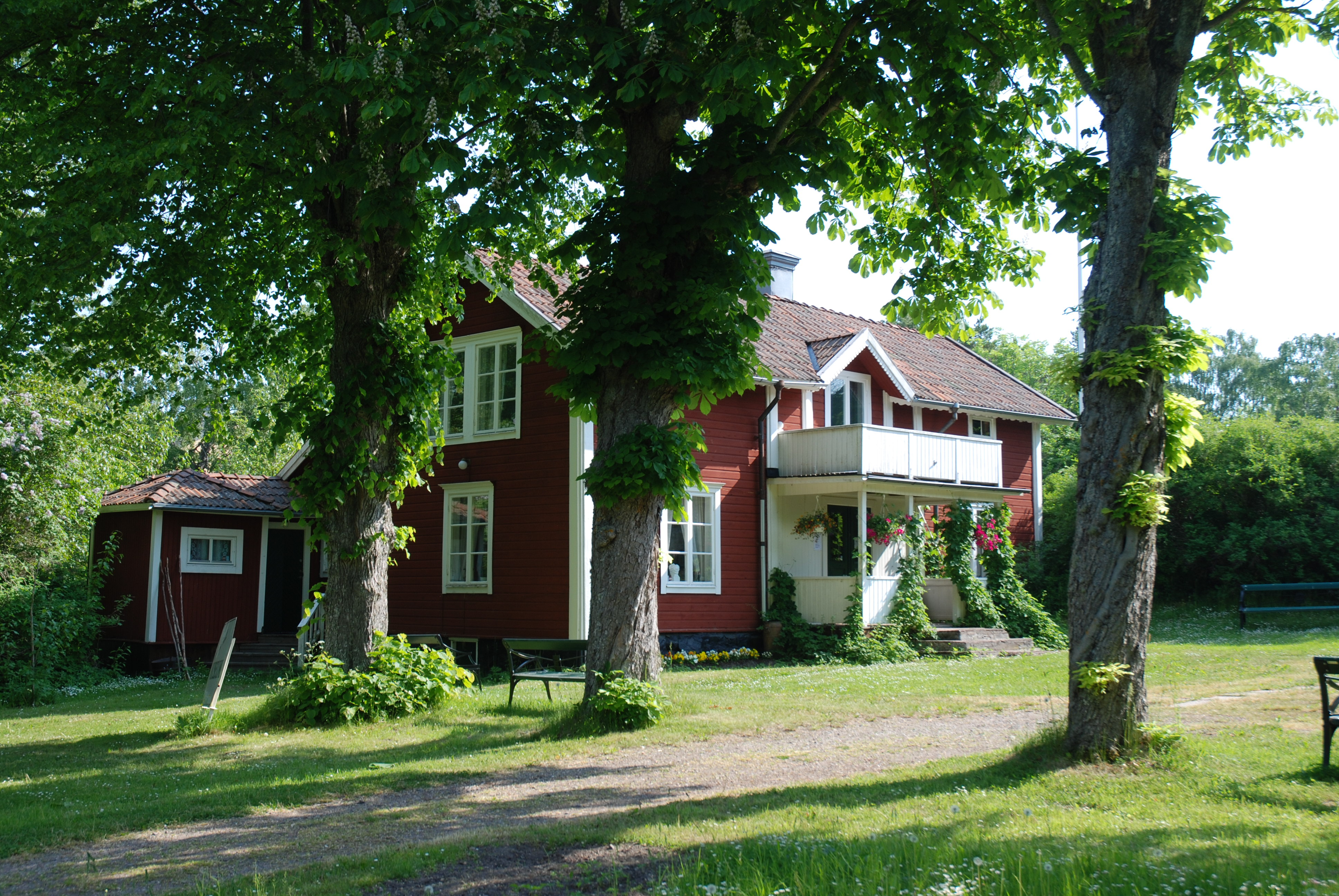
Albert Engström-sällskapet ansvarar bland annat för Albert Engström-museet.

Albert Engström-sällskapet, även stiliserat Albert Engström Sällskapet, är ett svenskt kulturellt sällskap bildat 1981. Sällskapets syfte är sprida kunskap om och levandehålla verk av konstnären och författaren Albert Engström. Sällskapet har sitt huvudsäte i Grisslehamn där det driver Albert Engström-museet och har ansvar för Albert Engströms ateljé. Därutöver finns en smålandsavdelning med eget Engströmmuseum i Eksjö. Enligt sällskapets hemsida har det över 1700 medlemmar.
Sedan 1987 delar man årligen ut Albert Engström-priset till någon som har verkat i Engströms anda eller ökat intresset för hans verk. Sedan 2014 finns även ett ungdomspris för mottagare som är upp till 30-årsåldern.
Ett av sällskapets projekt har varit att samla och ge ut Engströms egna bidrag till skämttidningen Strix, som han drev 1897–1924. År 2015 utgavs det första av tre planerade band.